# فیلیپ ایگرسگلوس
فیلیپ ایگرسگلوس (انگلیسی: Philipp Eggersglüß؛ زادهٔ ۲۸ آوریل ۱۹۹۵) بازیکن فوتبال اهل آلمان است.
از باشگاه‌هایی که در آن بازی کرده‌است می‌توان به باشگاه ورزشی وردر برمن اشاره کرد.